# 花式撞球

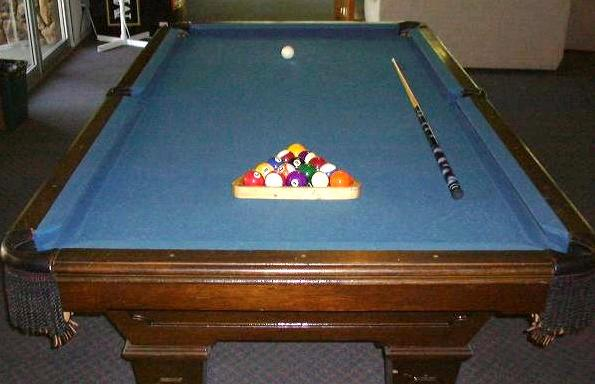
花式撞球的球枱

花式撞球（英語：Pool），是撞球運動的一種類型，使用有六個球袋的球桌，以擊球入袋為主要目的。花式撞球有很多不同的玩法，每個都有其特定的名稱；一些比較知名的包括8號球、英式8號球及其變體黑球、9號球、10號球、7號球、14.1、一袋球和灌袋撞球。
通用術語「落袋撞球」有時也被使用，並且受到一些花式撞球業者的青睞。但在技術觀點上，該名詞適用於更廣泛的分類，因為包括司諾克、俄式撞球和凱沙撞球等，都屬於落袋撞球，但並非花式撞球。
還有一些混合式撞球，結合了花式撞球和開侖撞球的特性，如美式四球撞球、瓶式花式撞球、牛仔花式撞球和英式撞球。

## 設備

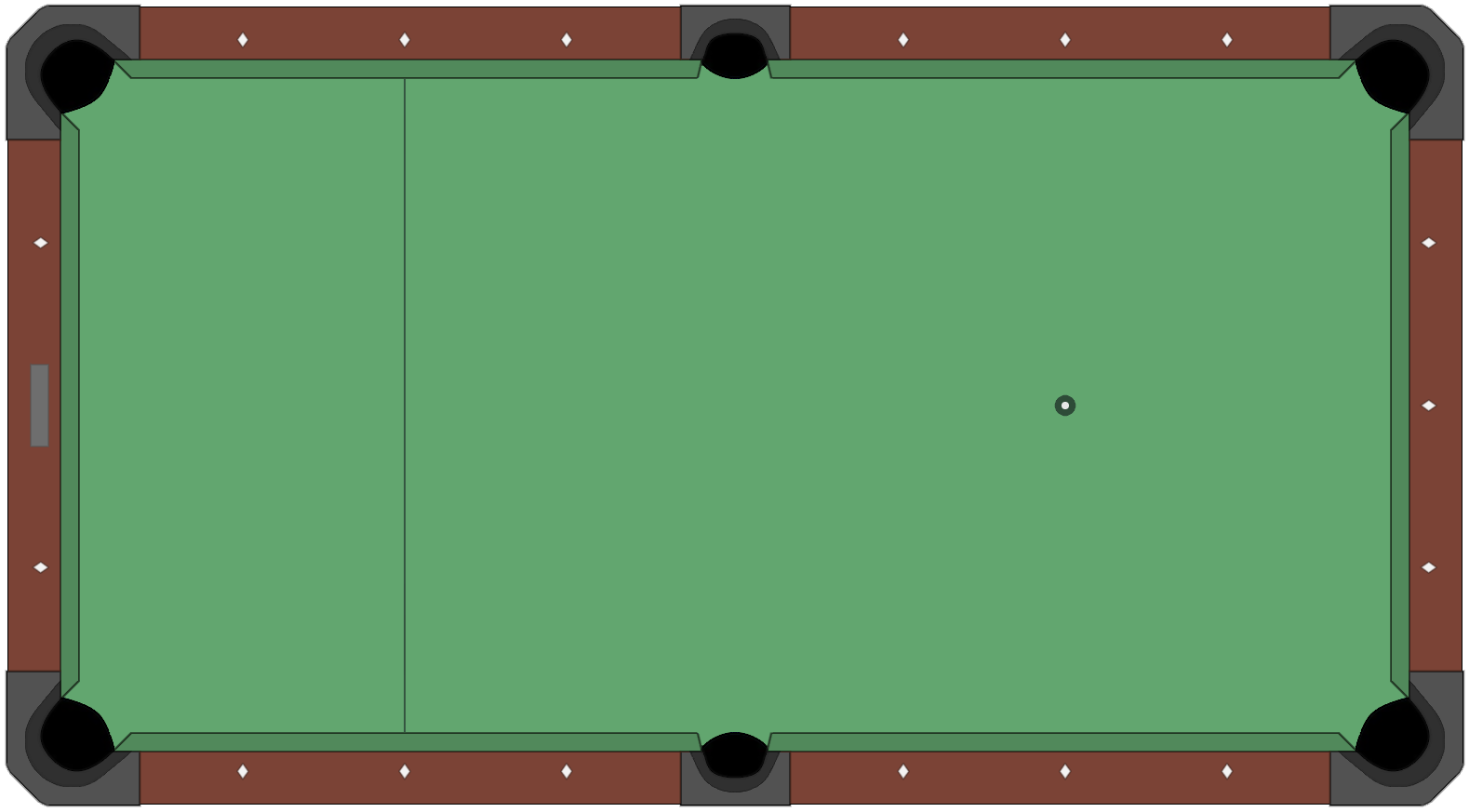
花式撞球球枱桌面

花式撞球使用六個球袋的球桌。現代花式撞球球桌的尺寸範圍通常為3.5英尺（1.07米）×7英尺（2.13米）至4.5英尺（1.37米）×9英尺（2.74米）。
球的直徑範圍為2.25英寸（57.15毫米）至2.375英寸（60.33毫米）。根據WPA/BCA所制訂的設備規格，重量可能為5.5至6盎司（156-170克），直徑2.25英寸（57.15毫米）±0.005英寸（0.127毫米）。現代投幣式撞球桌通常使用三種方法中的一種來區分母球並將母球返回到桌子的前面，而有編號的色球則返回到難以接近的容器直到再次付費為止：母球比其他球更大更重，或更高密度且更重，或具有磁芯。
現代球桿一般為58.5英寸（148.6厘米）長，而1980年以前的球桿設計為14.1撞球，平均長度為57.5英寸（146.1厘米）。相比之下，花式撞球球桿較短且桿頭較大，而司諾克球桿則較長且桿頭小。

## 遊戲種類

### 混合開侖與障礙的遊戲
牛仔撞球和瓶子花式撞球都是僅使用少數幾顆球，並將這些球放置在桌子上特定位置的遊戲。他們的比賽元素可以追溯到十八世紀，之後才有開始使用框架。瓶子花式撞球共享瓶式撞球遊戲的特徵，例如丹麥瓶式撞球。牛仔撞球是英式撞球的後裔。凱沙撞球是一個類似的遊戲，只是使用不同的設備。

### 使用框架的遊戲

#### 14-1

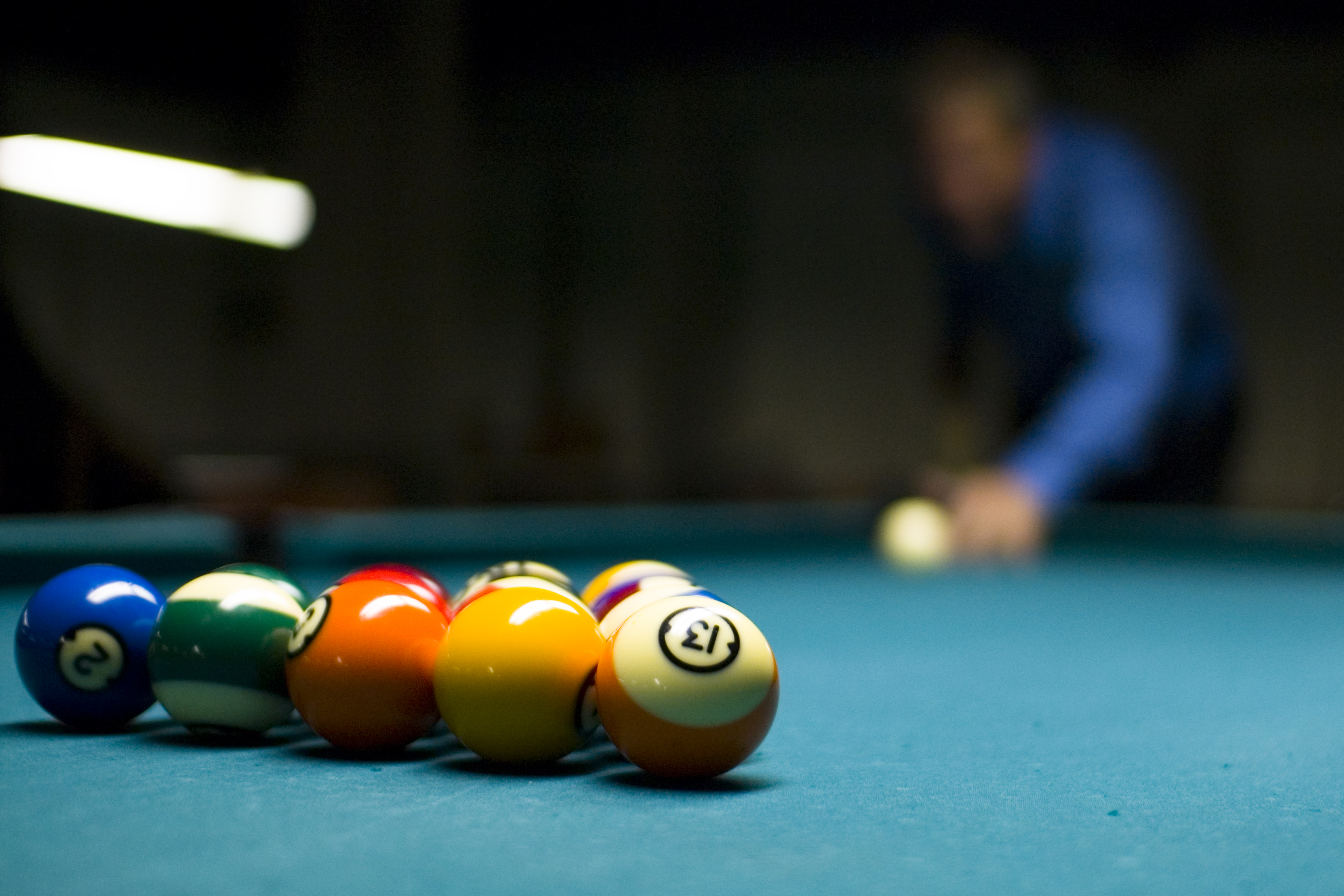
14-1開球前的球堆

14-1是一種使用白色母球及15顆號碼球的花式撞球玩法。每次擊球前必須先指定子球號碼及袋口，成功該子球撞入該袋口，才能得分並繼續擊球，否則即換由對方擊球。開局前，15顆子球緊密排在球台一側的三角框線裡，最前端的子球中心剛好落在腳點上。開球時若未得分，必須至少讓兩顆子球碰到台邊，否則就是犯規而扣分。
當台面上的子球逐一入袋而僅剩一顆時，即完成一局。這時必須撿起袋中的14顆子球重新排在三角框線裡，除最前端腳點位置留空外，其餘各球仍緊密排列，形成所謂的局間開球。
14-1通常事先約定目標分數，打進一顆球得一分，先達成目標者為勝。正式比賽的目標通常設為100分，職業賽則為150分。14-1流行於美國、歐洲、菲律賓、日本和台灣等地區，在9號球和8號球興盛之前，是相當常見的撞球運動比賽項目。

#### 8號球

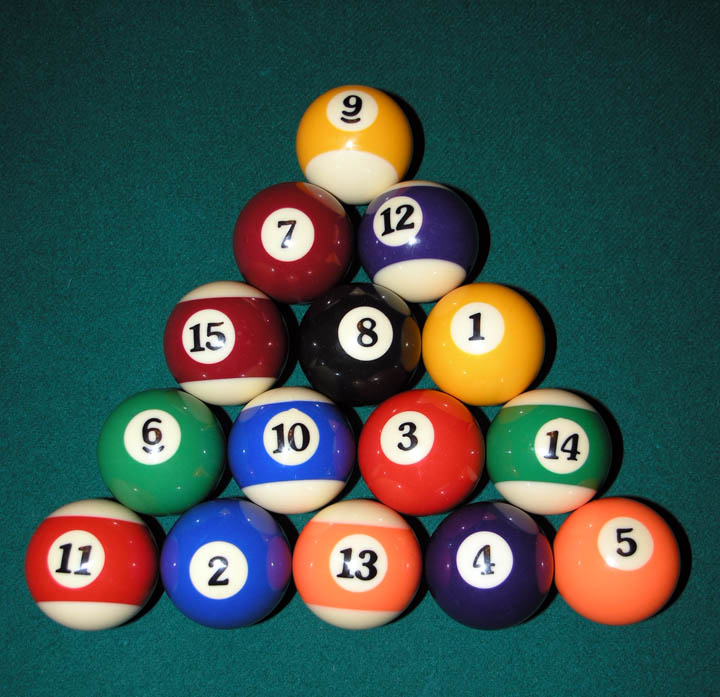
8號球開球球堆

8號球比賽開始時，子球放三角框裡，三角框的底部與腳顆星平行（球桌的短邊），前後的位置以最前端的球對應到腳點為準。排子球時，從球堆後端往前推向第一顆球，使得子球緊密相連。根據世界標準規則，8號球必須放在最中間的位置，而左下角和右下角的子球必須一球為大花、一球為小花（請見上圖）。母球可依選手要求擺放在開球區裡。
獲得開球權的選手先把球堆衝開，如果開球犯規（少於四顆球碰到顆星邊且沒有球進袋），對手可以要求重新開球且成為開球者，或是以目前的球況繼續比賽。如果開球後有球進袋，無論進的球為何(如打進8號球則8號球需放回球桌)，開球方可以繼續出杆，球局仍然為「開放」的狀態（意指開球方還可自由選擇要打大花或小花）。如果開球方第二次出杆沒有球進袋，球局依然是「開放」，直到有子球落袋為止。
一方選手在出杆犯規或無球進袋之後，便停止出杆，換由另一方選手出杆，比賽依此方式進行。犯規之後，接著出杆的選手有自由球的機會將球擺在球桌上的任何位置。
開球後的第一杆，選手若將大(小)花球打進，往後他只能將大(小)花球打進袋，另一方選手則打小(大)花球。一旦一方選手將他的子球都打進袋了，需再把8號球打進他指定的袋口才獲勝，若進錯袋或出杆犯規，則輸掉當局，否則其出杆權結束。
打進自己所有的子球後（大花或小花），在不犯規的情況下，將8號球打進袋口就是勝方。如果未打完自己所有的子球就不小心將8號球打進，則輸掉當局。

#### 9號球

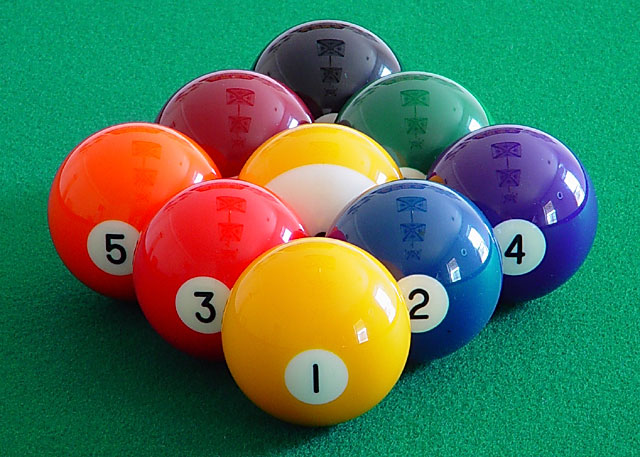
9號球

此種玩法只使用1到9號球，所以先把10到15號球拿掉。
排球時排成菱形，1號在前端，9號在中間，其他隨便擺放。
打進9號者獲勝，但是母球必須先碰到號碼最小的球，也就是說你可以從1號慢慢吃到9號，也可以間接的打進9號，兩種都算合法。若一開球9號就進了，這樣也算獲勝。附帶一提，開球時，母球必須先碰到1號。
犯規時，則對手有自由球，對手可以把母球擺在球台上的任何一個位置，如果連續三次犯規直接輸掉該局。
犯規打進的球不用撿起來，只有9號例外，要撿起來放在腿部。
一般的比賽通常是勝方開球或是輪流開球。
開完球後，在母球與號碼最小的球之間，經常會有其它子球阻礙路線，使母球無法直接打到目標球。所以為了降低運氣成分，開完球的第一竿可以做push out（“推杆”），要使用必須事先聲明，所謂push out是指，可以把母球推到任何一個位置，不受先碰到號碼最小的球這條規則限制，你想把球打進也可以（但是9號打進要撿起來），若母球落袋一樣算犯規，而對手可以選擇打或是不打。一般策略是將母球放到一個位置，摸的到目標球，但是無法直接進袋，若開完球之後，無法打到目標球，選手通常會作push out，然後雙方進入防守戰。
而有少數比賽爲了降低運氣成分，會取消開球進9號直接獲勝的規則，而是要求開球進9號必須撿起來。也有可能要求打擊9號時必須事先指定袋口。

#### 10號球
此種玩法只使用1到10號球，所以先把11到15號球拿掉。
10號球是由9號球發展出來的一種新興項目，玩法基本上與9號球類似，主要差異點如下：

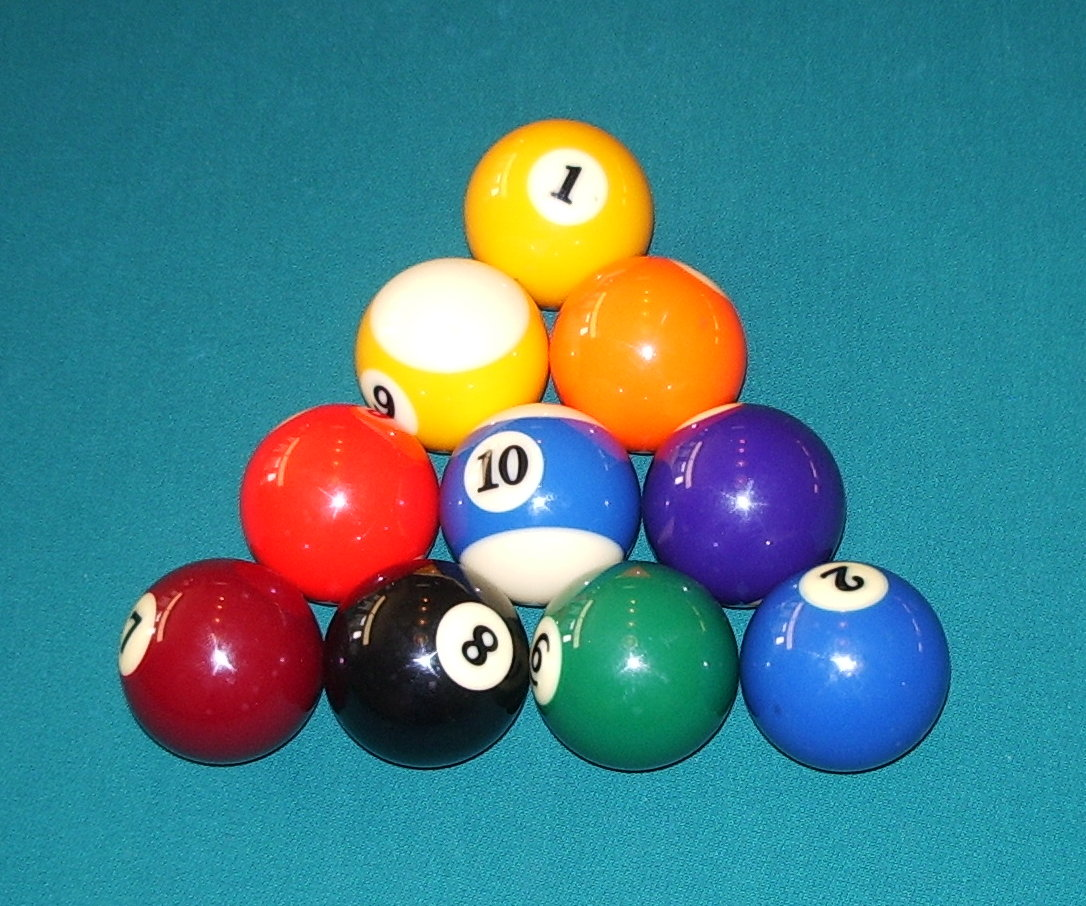
10號球排球

1. 排球時排成三角形，1號球在前端，10號球在三角形中間，其他球位置不限。
2. 擊球前必須先指定球、指定袋。目標球明確時得不指定球，但仍應指定袋。
3. 打進10號球者獲勝[6]
4. 在無犯規的情況下開球直接打進10號球，不算贏得該局，10號球需擺回球桌，開球者保有出桿權。
5. 在無犯規的情況下以組合球方式打進10號球，不算贏得該局，10號球需擺回球桌。因此在無犯規的情況下，10號球必定是每局最後進的球。

由於多了一顆球，開球時直接打進10號球機率很小，加上必須先指定球、指定袋，也沒有開球直接打進10號球及以組合球打進10號球算直接贏得該局的規定，因此困難度比9號球競賽提高很多，是一種極具發展潛力的新興項目。

#### 計分方式
1. 14-1：先得到目標分數者獲勝。
2. 8號球、9號球、10號球：先贏得目標局數者獲勝。

在一些參賽選手實力落差比較大的比賽，有時會增加讓分、讓局或讓球制度以增加比賽刺激性。
1. 讓分：兩選手目標分數不同，實力較強的選手目標分數比較高。如職業選手目標分數150分，業餘選手目標分數100分。
2. 讓局：兩選手目標局數不同，實力較強的選手目標局數比較多。如職業選手目標局數15局，業餘選手目標局數10局。
3. 讓球：實力較強的選手需依規則將球打完才算贏局，實力較弱的選手只要打到指定球即算贏局。如9(10)號球職業選手必須依規則打進9(10)號球才算贏局，業餘選手只要打進7號球即算贏局。

### 藝術花式撞球
藝術花式撞球是一種競爭性的特技撞球，源於開侖撞球的藝術撞球Artistic billiards同類型項目。它在花式撞球球枱或司諾克球枱上進行，球員必須完成一定數量的不同難度的擊球。

## 管理機構
作為一項競技運動，花式撞球是由世界花式撞球協會（WPA）執行國際管理，該協會擁有許多國家或地區性的分支機構，包括全非洲花式撞球協會（AAPA）、亞洲落袋撞球聯盟（APBU，包括中東地區）、美洲撞球協會（BCA，包括加拿大和美國）、泛美撞球聯合會（CPB，拉丁美洲和加勒比地區）、歐洲落袋撞球聯合會（EPBF，包括俄羅斯和近東），以及大洋洲落袋撞球協會（OPBA，包括澳大利亞、新西蘭、太平洋島嶼）。WPA在世界撞球總會中代表花式撞球領域，後者代表所有形式的撞球運動（包括開侖和司諾克撞球）參加國際奧林匹克委員會。